# Hrastovica
Hrastovica je naselje v Občini Mokronog - Trebelno.